# Zorocrates guerrerensis
Zorocrates guerrerensis es una especie de araña del género Zorocrates, familia Zoropsidae. Fue descrita científicamente por Gertsch & Davis en 1940.
Habita en México.